# Selección de baloncesto sub-16 de Aruba
La selección de baloncesto sub-16 de Aruba es un equipo nacional de baloncesto de Aruba, administrado por Aruba Basketball Bond.
Representa al país en competiciones internacionales de baloncesto menores de 16 años (menores de 16 años).
Apareció en el Campeonato CBC Sub-16 de 2016 .